# Souk El Ghraier

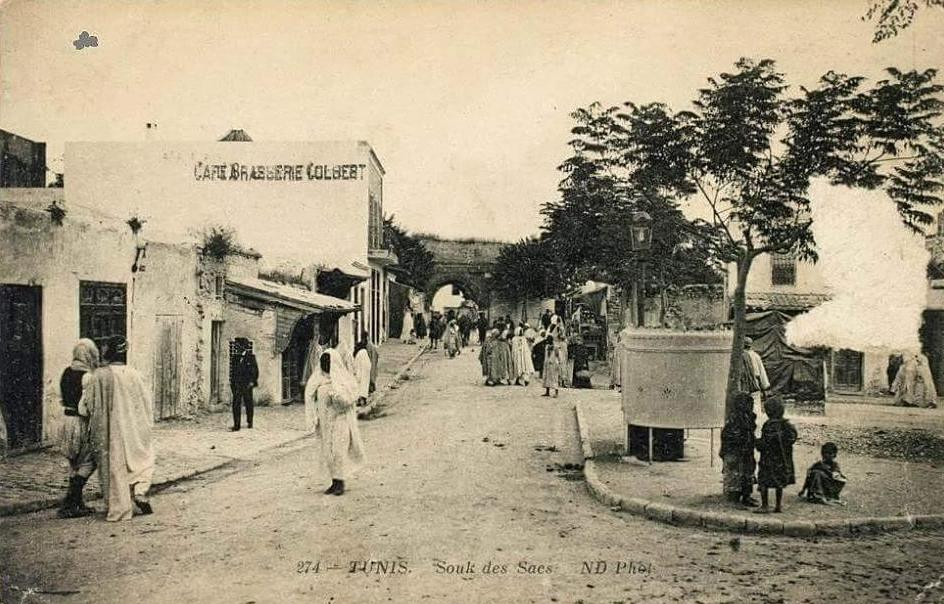
Carte postale ancienne montrant le souk El Ghraier

Le souk El Ghraier (arabe : سوق الغراير) est l'un des souks de la médina de Tunis, spécialisé dans la vente des sacs réalisés en poils de chèvre ou de chameau.

## Localisation
Il était situé à Bab Menara, devant le siège du ministère de la Défense nationale, perpendiculairement au souk Es Sekajine.

## Évolution
Ce souk n'existe plus. Il a été détruit et intégré à l'ancien siège des services militaires.